# Res till Mallorca!
Res till Mallorca! är en svensk TV-film från 1969 i regi av Bengt Lagerkvist. Manus skrevs av Lennart F. Johansson. Filmen repriserades på SVT 1981.

## Rollista
- Keve Hjelm - fadern
- Birgitta Valberg modern
- Ove Tjernberg - basen
- Margaretha Krook - Saga
- Marianne Karlbeck - Svea
- Sven Björling - Svenne
- Tor Isedal - Slejsen
- Peter Lindgren - kaféman
- Tord Peterson - Affe
- Arne Ragneborn - nasare med klockor
- Håkan Serner - Lage
- Roland Söderberg - morfar
- Chris Wahlström - Elsa
- Hans Wigren - Tebba
- Åke Wästersjö - Åberg